# Ubaldo Visconti di Gallura
Ubaldo Visconti di Gallura, detto anche Ubaldo II, per distinguerlo dallo zio, Ubaldo I Visconti (1207 – Giudicato di Gallura, 1238), è stato giudice di Gallura dal 1225 alla morte, avvenuta nel 1238 a Siligo. Fu giudice consorte di Torres dal 1236 al 1238.

## Biografia

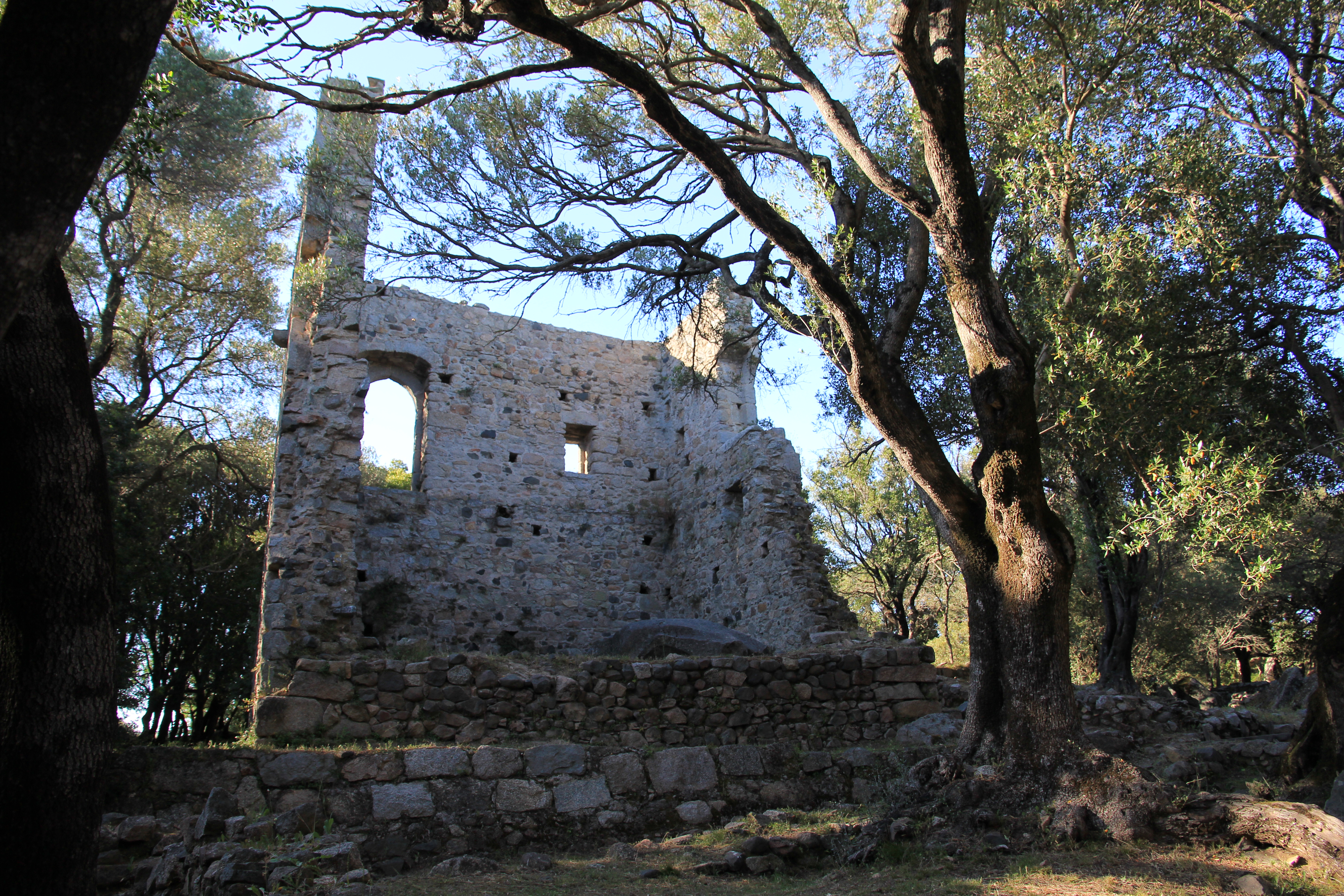
Il cosiddetto castello di re Baldu
(Luogosanto)

Era figlio di Lamberto Visconti di Eldizio e di Elena de Lacon, giudicessa regnante di Gallura, che lo ebbe nel 1207.
In base a un patto stipulato nel novembre del 1218 tra il padre Lamberto e Mariano II di Torres, Ubaldo avrebbe dovuto sposare Adelasia di Torres (una delle figlie del giudice turritano). Il matrimonio venne celebrato nel 1219 nella basilica di Saccargia, presso Sassari, e i due sposi erano entrambi dodicenni; immediatamente papa Onorio III, avverso ai pisani, inviò il suo cappellano Bartolomeo per annullarlo; la missione del religioso fallì e questo patto d'alleanza tra la repubblica di Pisa ed il giudicato di Logudoro-Torres venne rispettato.
Nel 1225 Ubaldo II ereditò il giudicato di Gallura (deceduta la madre Elena, ultima dei Lacon-Gunale, nel 1218 le subentrò suo padre Lamberto) e, nel 1230, quando suo zio Ubaldo I Visconti mori, egli invase anche il giudicato di Cagliari, per assicurare anche in quella zona la continuità dell'influenza della sua famiglia e di Pisa. Quindi, successivamente, esercitò la reggenza per Benedetta di Cagliari.
Il suocero di Ubaldo, Mariano II di Torres, scomparve nel 1232 e gli succedette sotto reggenza il giovanissimo figlio, Barisone III di Torres, il quale presto però morì (assassinato) nel 1236, lasciando eredi la moglie di Ubaldo stesso, Adelasia e sua sorella Benedetta. 
Grazie al potere ed influenza di Ubaldo II, la Corona de Logu di Torres, riunita ad Ardara, preferì, però, eleggere all'unanimità la sola Adelasia come giudicessa che, come portatrice di titolo, condivise il rango con lui.
Nel 1237 papa Gregorio IX inviò il suo legato Alessandro di Torres a richiedere il riconoscimento formale del vassallaggio della giudicessa Adelasia alla Santa Sede, cosa che lei subito accettò; ma suo marito Ubaldo II non fece lo stesso per la Gallura, ribadendo solamente l'antica precedente autorità dell'arcidiocesi di Pisa.
Ubaldo II, privo di eredi ed ultimo della dinastia Lacon, redasse un testamento nel gennaio 1237, secondo il quale suo cugino, Giovanni Visconti, figlio di Ubaldo I, era scelto per succedergli nel giudicato. Ma la moglie Adelasia dopo la sua precoce morte, a causa di improvvise e forti febbri, all'età di 31 anni, nel 1238, si risposò con Enzo di Hohenstaufen (figlio dell'imperatore Federico II) e si assicurò il governo di Gallura, mentre ai due nuovi sposi venne assegnato da parte del sovrano il titolo effimero di re e regina di Sardegna. La successione nel giudicato di Gallura di Adelasia ed Enzo fu però soltanto nominale, poiché Giovanni Visconti (che sarà il padre di Nino Visconti) subentrerà effettivamente al defunto cugino.
Enzo di Svevia continuerà impropriamente a usare il titolo di re di Gallura e di Torres fino alla morte nel 1272, nonostante la prigionia e l'annullamento del matrimonio con Adelasia.
Ubaldo Visconti dimorava soprattutto nel palazzo giudicale di Civita (attuale Olbia), ma anche nelle residenze estive di re Baldu e di Balaiana, presso Luogosanto, e di Monteacuto.

Il giudice fu tumulato, secondo la tradizione, nella cripta della basilica di Nostra Signora di Luogosanto, luogo spesso utilizzato per importanti cerimonie giudicali (vi fu officiata pure l'intronizzazione di Baldo), dove già riposava la madre.